# Elise Foniyama Thiombioano Ilboudo
Elise Foniyama Thiombioano Ilboudo é uma arqueóloga e política de Burquina Fasso.
Desde 10 de janeiro de 2020 ela é Ministra da Cultura, Artes e Turismo de Burquina Fasso, pelo partido Movimento Popular pelo Progresso.